# Wat mannen willen
Wat mannen willen is een Belgische romantische komedie uit 2015 van Filip Peeters. De film is een remake van het Duitse Männerherzen en het Nederlandse Mannenharten.

## Verhaal
Zes heel verschillende mannen uit Gent zijn elk op hun eigen manier op zoek naar geluk. Dit leidt tot onder meer overspel, relatiebreuken, zwangerschappen en frustraties.

## Rolverdeling
| Acteur                   | Personage           |
| ------------------------ | ------------------- |
| Jonas Van Geel           | Wouter Degreef      |
| Evelien Bosmans          | Nicki Vandenbossche |
| Tom Audenaert            | Bruno               |
| Ben Segers               | Roland              |
| Nathalie Meskens         | Susanne             |
| Adriaan Van den Hoof     | Tim Degreef         |
| Ruth Becquart            | Laura Moens         |
| Ella-June Henrard        | Maria               |
| Louis Talpe              | Vincent             |
| Sandrine Van Handenhoven | Naomi               |
| Gene Bervoets            | Bruce Berger        |
| Stefaan Degand           | Martin              |
| Damiaan De Schrijver     | Frank Faber         |
| Kürt Rogiers             | Metroman            |
| Warre Borgmans           | Familievader        |
| Jits Van Belle           | Nathalie            |
| Sien Eggers              | moeder Roland       |
| Jan Decleir              | pastoor             |
| Anne Somers              | Gerda               |
| An Miller                | Mevrouw De Beus     |
| Herwig Ilegems           | Ambtenaar RVA       |
| Els Olaerts              | Dr. Claes           |
| Els Dottermans           | Makelaar            |
| Nico Sturm               | Traminspecteur      |